# 荔波金線魮
荔波金線魮，又稱荔波金線䰾（学名：Sinocyclocheilus liboensis）为輻鰭魚綱鯉形目鲤科金線魮屬的其中一種。分布於亞洲中國貴州省荔波縣地下洞穴流域，體長可達13.5公分，棲息在洞穴底中層水域，生活習性不明。

## 扩展阅读
維基物種上的相關：荔波金線魮